# Vilnius trolibuszvonal-hálózata
A Vilnius trolibuszvonal-hálózata (litván nyelven: Vilniaus troleibusai) Litvánia fővárosának, Vilniusnak a trolibuszhálózata. Összesen 18 vonalból áll. Jelenlegi üzemeltetője a Vilniaus viešasis transportas.
Az áramellátás felsővezetékről történik, a feszültség egyenáram. 
A forgalom 1956. november 3.-án indult el.

## Útvonalak
| Járatszám | Jelenlegi útvonal                                                  | Munkanap            | Gyakoriság | Megjegyzés                                      |
| --------- | ------------------------------------------------------------------ | ------------------- | ---------- | ----------------------------------------------- |
| 1         | Karoliniškės–Žvėrynas–Stotis                                       | Hétfőtől vasárnapig | 15-25 perc | Alacsonypadlós járművek                         |
| 2         | Saulėtekis–Žygimantų g.–Stotis                                     | Hétfőtől vasárnapig | 5-10 perc  | Alacsonypadlós járművek                         |
| 3         | Karoliniškės–Žvėrynas–Šiaures Miestelis                            | Hétfőtől vasárnapig | 20-40 perc | Alacsonypadlós járművek                         |
| 4         | Antakalnis–Centras–Žemieji Paneriai                                | Monday–Friday       | 5-15 perc  | Alacsonypadlós járművek                         |
| 4         | Antakalnis–Centras–Gerosios VIlties st.                            | Saturday-Sunday     | 10-20 perc | Alacsonypadlós járművek                         |
| 6         | Žirmūnai–Kalvarijų g.–J. Basanavičiaus g.–Žemieji Paneriai         | Hétfőtől vasárnapig | 7-15 perc  | Alacsonypadlós járművek                         |
| 7         | Pašilaičiai–Justiniškės–Žvėrynas–Stotis                            | Hétfőtől vasárnapig | 3-10 perc  | Alacsonypadlós járművek, csuklós járművek       |
| 9         | Karoliniškės–Šeimyniškių g.–Žirmūnai                               | Hétfőtől vasárnapig | 7-25 perc  | Alacsonypadlós járművek                         |
| 10        | Saulėtekis–Kalvarijų g.–Naujininkai                                | Hétfőtől vasárnapig | 10-30 perc | Alacsonypadlós járművek                         |
| 12        | Žirmūnai–Šeimyniškių g.–J. Basanavičiaus g.–Žemieji Paneriai       | Hétfőtől vasárnapig | 10-30 perc | Alacsonypadlós járművek                         |
| 13        | Pašilaičiai–Justiniškės–Žemieji Paneriai                           | Monday–Friday       | 10-20 perc | Csak csúcsidőben                                |
| 14        | Saulėtekis–Šeimyniškių g.–Centras–J. Basanavičiaus g.–Karoliniškės | Hétfőtől vasárnapig | 20-50 perc | Alacsonypadlós járművek                         |
| 15        | Stotis–Žemieji Paneriai–Titnago g.                                 | Monday–Friday       | 20-90 perc | Nem csúcsidőben rövidített útvonalon közlekedik |
| 16        | Pašilaičiai–Lazdynai–Stotis                                        | Hétfőtől vasárnapig | 5-15 perc  | Alacsonypadlós járművek                         |
| 17        | Žirmūnai–Naujininkai                                               | Hétfőtől vasárnapig | 5-20 perc  | Alacsonypadlós járművek                         |
| 18        | Pašilaičiai–Justiniškės–Žemieji Paneriai–Titnago g.                | Hétfőtől vasárnapig | 15-60 perc | Alacsonypadlós járművek                         |
| 19        | Pašilaičiai–Konstitucijos pr.–Antakalnis–Saulėtekis                | Hétfőtől vasárnapig | 7-15 perc  | Alacsonypadlós járművek                         |
| 20        | Žirmūnai–Žygimantų g.–Pylimo g.–Stotis                             | Hétfőtől vasárnapig | 15-25 perc | Alacsonypadlós járművek                         |
| 21        | Saulėtekis–Šilo tiltas–Žirmūnai                                    | Monday–Saturday     | 25-60 perc | Csak nappal                                     |

| Járatszám | Korábbi útvonalak (2013 július 1-ig)               | Munkanap            | Gyakoriság | Megjegyzés                               |
| --------- | -------------------------------------------------- | ------------------- | ---------- | ---------------------------------------- |
| 5         | Žirmūnai–Stotis                                    | Hétfőtől vasárnapig | 10-20 perc |                                          |
| 8         | Pašilaičiai–Justiniškės–Konstitucijos pr.–Žirmūnai | Hétfőtől vasárnapig | 10-50 perc |                                          |
| 11        | Antakalnis–Kalvarijų g.–Karoliniškės–Pašilaičiai   | Hétfőtől vasárnapig | 10-30 perc |                                          |
| 13        | Žirmūnai–Šeimyniškių g.–Naugarduko g.              | Hétfőtől vasárnapig | 15-60 perc |                                          |
| 18A       | Pašilaičai–Justiniškės–Žemieji Paneriai            | Monday–Friday       | 10-20 perc | csak csúcsidőben, átnevezve 13-as számra |